# Бансвара
Бансва́ра (англ. Banswara, хинди बांसवाड़ा) — город в северо-западной части Индии, в штате Раджастхан, административный центр округа Бансвара.

## История
С конца XV века и до 1949 года город являлся столицей одноимённого туземного княжества. В 1949 году Бансвара стала частью независимой Индии.

## География
Город находится в южной части Раджастхана, к западу от реки Махи. Абсолютная высота — 301 метр над уровнем моря.
Бансвара расположена на расстоянии приблизительно 387 километров к юго-юго-западу (SSW) от Джайпура, административного центра штата и на расстоянии 620 километров к юго-юго-западу от Дели, столицы страны.

## Демография
По данным официальной переписи 2011 года, население составляло 101 177 человек, из которых мужчины составляли 51,3 %, женщины — соответственно 48,7 % . Уровень грамотности населения составлял 76,4 %.

Динамика численности населения города по годам:
| 1991   | 2001   | 2011    |
| ------ | ------ | ------- |
| 66 632 | 85 665 | 101 177 |

В этническом составе населения преобладают бхилы.

## Транспорт
Основным видом транспорта в городе является автомобильный. На расстоянии 7 километров к западу от Бансвары расположен одноимённый аэропорт (ICAO: VA51).